# Moonlight (canção de Onew)
Moonlight é uma canção interpretada pelo cantor sul-coreano Onew, integrante da boy band Shinee. A canção faz parte da trilha sonora da série de televisão sul-coreana Miss Korea. Foi lançada como single digital em 3 de janeiro de 2014.

## Lista de faixas
| N.º | Título      | Duração |  |
| 1.  | "Moonlight" | 3:45    |  |

## Desempenho nas paradas
| Gráfico                    | Melhores posições |
| -------------------------- | ----------------- |
| Gaon Weekly Singles Chart  | 54                |
| Gaon Monthly Singles Chart | 119               |